# Cap de Costa
Cap de Costa o Capdecosta és una masia situada al municipi de Clariana de Cardener, a la comarca catalana del Solsonès. Es té constància de l'edificació des del segle XVIII. Actualment és un complex agrícola, amb tres cases més, als peus del Cardener. Pertany a l'entitat de població d'Hortoneda.
És un edifici construït en models habituals a la comarca amb pedra i teula, a base de paredat i morter, recentment restaurada, cantonades i obertures de carreus escairats, algun de totxo i coberta a dos vessants. Els coberts són de qualitat i materials desiguals, amb regular conservació.
La masia es troba a 709 m d'altitud, a unes 700 metres del castell de Riner. S'ubica sobre la Costa de Ballester, envoltada per vegetació de coscoll i llistonars, vegetació que s'alterna amb camps de conreu i edificacions agrícoles i ramaderes que es situen en les zones planeres.